# Spoorlijn Thun - Bern
De spoorlijn Thun - Bern is een Zwitserse spoorlijn van de voormalige onderneming Gürbetalbahn (afgekort GTB). Het traject van Thun via Belp naar Bern werd vanaf 14 augustus 1901 in gedeeltes geopend. De naam Gürbetalbahn hield in dat deze spoorlijn door het Gürbetal loopt.

## Geschiedenis
Na de opening van het eerste gedeelte ven de Gürbetalbahn tussen Bern Weissenbühl en Burgistein-Wattenwil op 14 augustus 1901, volgde op 9 november 1901 het gedeelte van het Dienststation Holligen tot Bern Weissenbühl en op 1 november 1902 volgde het laatste gedeelte van Burgistein-Wattenwil naar Thun.
Vanaf 16 augustus 1920 werd het traject – per decreet van de Berner regering (bekend als Dekretsbahn) - elektrische tractie ingevoerd.
Het bedrijf fuseerde per 1 januari 1944 met de Gürbetalbahn (GTB) en Bern-Schwarzenburg-Bahn (BSB) noemde zich daarna Gürbetal-Bern-Schwarzenburg-Bahn (GBS) – eveneens een Dekretsbahn.
In 1997 fuseerden de Berner Alpenbahngesellschaft BLS met de Spiez-Erlenbach-Zweisimmen-Bahn (SEZ), de Gürbetal-Bern-Schwarzenburg-Bahn (GBS), de Bern-Neuenburg-Bahn (BN) en de Bern-Schwarzenburg-Bahn (BSB) en gingen verder onder de naam BLS Lötschbergbahn
Sinds de fusie in 2006 van de Regionalverkehr Mittelland (RM) met de BLS Lötschbergbahn werd de naam BLS AG ingevoerd.

## Treindiensten
Het personenvervoer van de S-Bahn Bern wordt uitgevoerd door de BLS.

## Elektrische tractie
De lijn van de GTB in 1920 geëlektrificeerd met een spanning van 15.000 volt 16 2/3 Hz wisselstroom.